# Silvanus ornatulus
Silvanus ornatulus is een keversoort uit de familie spitshalskevers (Silvanidae). De wetenschappelijke naam van de soort werd in 1891 gepubliceerd door Thomas Blackburn.